# Mimusops occidentalis
Mimusops occidentalis är en tvåhjärtbladig växtart som beskrevs av Aubrev. Mimusops occidentalis ingår i släktet Mimusops och familjen Sapotaceae. Inga underarter finns listade i Catalogue of Life.